# 古亞鎮區
古亞鎮區為緬甸若開邦丹兌縣的鎮區。2014年人口66,015人，區域面積2,255.7平方公里。古亞為該鎮區首府。